# Сударева, Ольга Александровна
Ольга Александровна Сударева (род. 22 февраля 1984 года в Гомеле, Белорусская ССР, СССР) — белорусская легкоатлетка, выступающая в прыжках в длину, серебряный призёр чемпионата Европы 2012, серебряный призер Всемирных летних военных игр 2015, участница трёх летних Олимпийских игр (2008, 2012, 2016), мастер спорта международного класса.

## Биография и карьера
Мать — Татьяна Михайловна, работает на заводе самоходных комбайнов, отец — Александр Степанович, подполковник в отставке. Младшая сестра Татьяна мастер спорта по художественной гимнастике, ныне работает тренером. Ольга окончила среднюю школу № 50 г. Гомель, училище олимпийского резерва и факультет физического воспитания ГГУ имени Ф. Скорины. В 2009 году родила сына Даниэля. Имеет звание прапорщика.
В составе национальной сборной Белоруссии с 2007 года.

## Основные результаты
| Год  | Соревнование                                    | Место проведения         | Место  | Результат |
| ---- | ----------------------------------------------- | ------------------------ | ------ | --------- |
| 2007 | Летняя Универсиада                              | Бангкок, Таиланд         | 11     | 6.27 м    |
| 2008 | Летние Олимпийские игры                         | Пекин, Китай             | 32 (q) | 6.25 м    |
| 2012 | Чемпионат Европы по лёгкой атлетике             | Хельсинки, Финляндия     | 2      | 6.74 м    |
| 2012 | Летние Олимпийские игры                         | Лондон, Великобритания   | 14 (q) | 6.38 м    |
| 2013 | Чемпионат Европы по лёгкой атлетике в помещении | Гётеборг, Швеция         | 10 (q) | 6.43 м    |
| 2013 | Чемпионат мира по лёгкой атлетике               | Москва, Россия           | 4      | 6.82 м    |
| 2014 | Чемпионат мира по лёгкой атлетике в помещении   | Сопот, Польша            | 9 (q)  | 6.47 м    |
| 2014 | Чемпионат Европы по лёгкой атлетике             | Цюрих, Швейцария         | 11     | 6.29 м    |
| 2015 | Чемпионат мира по лёгкой атлетике               | Пекин, Китай             | 13 (q) | 6.65 м    |
| 2016 | Летние Олимпийские игры                         | Рио-де-Жанейро, Бразилия | 25 (q) | 6.29 м    |